# Terry McDermott
Terence „Terry“ McDermott (* 8. Dezember 1951 in Kirkby, Merseyside, England) ist ein ehemaliger englischer Fußballspieler, war dabei als Mittelfeldspieler in der erfolgreichen Mannschaft des FC Liverpool der 1970er- und 1980er-Jahre aktiv und absolvierte 25 Länderspiele für die englische Nationalmannschaft.

## Sportlicher Werdegang
McDermott war in seiner Kindheit Anhänger des FC Liverpool, wurde jedoch von den Talentsuchern der lokalen Vereine an der Merseyside zunächst nicht entdeckt, so dass er sich stattdessen in jungen Jahren dem FC Bury anschloss. Seine ersten Schritte in der ersten englischen Liga machte er dann im Jahr 1973, nachdem er zuvor zu Newcastle United gewechselt hatte.
Mit Newcastle erreichte er 1974 das Endspiel im FA Cup, wo er dem FC Liverpool gegenüberstand. Newcastle verlor die Partie mit 0:3, wobei McDermott nur sechs Monate später bei dem Verein sein sollte, der an diesem Tag gewonnen hatte.
Liverpools Trainer Bob Paisley, der sich in seiner ersten Saison nach der Demission von Bill Shankly befand, holte McDermott im November 1974 zurück an die Merseyside. McDermotts Entwicklung startete in den ersten beiden Jahren nur sehr zögerlich. Er erarbeitete sich nur wenige Partien in der Mannschaft und konnte sich dabei nicht in die Stammformation spielen. Liverpool gewann im Jahr 1976 sowohl die englische Meisterschaft als auch den UEFA-Pokal, jedoch hatte McDermott in der Liga nicht genügend Einsätze, die für eine Medaille benötigt wurden. Zudem befand er sich nicht im Kader für die Europapokalspiele. Es mehrten sich daraufhin die Stimmen, die einen vorzeitigen Wechsel McDermotts prognostizierten. Dieser entschied sich jedoch dafür, in Anfield zu bleiben und war maßgeblich an den Erfolgen in der darauffolgenden Saison beteiligt.
McDermott war Stammspieler in der Liverpooler Mannschaft, die 1977 die englische Meisterschaft verteidigte. Sein Tor gegen den Lokalrivalen FC Everton im Halbfinale des FA Cups, ein Lupfer als Drehschuss von der Strafraumecke, wurde zudem von der BBC als Tor der Saison gewählt. Die Partie endete selbst mit 2:2 und Liverpool gewann das Wiederholungsspiel. Der gleichzeitige Erfolg im Halbfinale des Europapokals der Landesmeister führte dann im Mai 1977 zu zwei Finalteilnahmen im Wembley-Stadion und in Rom innerhalb von drei Tagen. Falls beide Endspiele gewonnen worden wären, hätte Liverpool ein historisches Tripel errungen, das noch keinem Verein zuvor gelungen war.
McDermott verlor mit Liverpool jedoch das FA-Cup-Finale gegen Manchester United und konnte dieses Ziel dann nicht mehr erreichen. Nur drei Tage später konnte McDermott mit seinem Treffer zum 1:0 zum Gewinn des Europapokals gegen Borussia Mönchengladbach beitragen, wobei Liverpool in dieser Begegnung mit insgesamt 3:1 die Oberhand behielt.
In der anschließenden Saison debütierte McDermott bei einem Remis gegen die Schweiz für die englische Nationalmannschaft.
Liverpool erreichte im Jahr 1978 erstmals das Finale im Ligapokal, das in mehrerer Hinsicht denkwürdig für McDermott enden sollte. Das erste Spiel im Wembley-Stadion gegen Nottingham Forest endete torlos, wobei McDermott ein Tor aberkannt wurde, nachdem der Schiedsrichter eine Abseitsstellung von Kenny Dalglish während des Torschusses von McDermott erkannt hatte. Beim Wiederholungsspiel im Old Trafford glich McDermott vermeintlich den zwischenzeitlichen 0:1-Rückstand aus. Jedoch wurde auch diesem Treffer seine Anerkennung verweigert, da der Schiedsrichter bei McDermotts Ballannahme auf Handspiel entschied. Forest gewann die Partie letztlich mit 1:0 und McDermott schwor nach der Partie in einem Interview, er hätte den Ball nicht mit dem Arm angenommen, sondern regelgerecht mit der Brust gestoppt. In der Nachbetrachtung stellte sich die Abseitssituation als vom Schiedsrichter korrekt bewertet heraus, wohingegen der Treffer im Wiederholungsspiel regelgerecht war.
Der Niederlage im Ligapokal folgte jedoch der erneute Erfolg im europäischen Landesmeisterwettbewerb, in dessen Finale der FC Brügge mit 1:0 besiegt wurde.
In der darauffolgenden Spielzeit erzielte McDermott eines der berühmtesten Tore, das als Musterbeispiel für Schnelligkeit und taktisches Verhalten bei Konterangriffen dienen sollte. In einem Meisterschaftsspiel in Anfield gegen Tottenham Hotspur befand sich Liverpool zunächst in der Verteidigung eines Eckballs. Dieser wurde durch einen Befreiungsschlag zum eigenen Flügelspieler Steve Heighway abgewehrt. Innerhalb nur weniger Sekunden landete der Ball im Tornetz von Tottenham, nachdem Heighway die Linie heruntersprintete und mit einer Flanke den in der Mitte in Position laufenden McDermott bediente, der den Angriff mit einem Kopfball abschloss. Das Spiel endete anschließend mit 7:0 für Liverpool.
Am Ende der Saison gewann Liverpool erneut die englische Meisterschaft und verteidigte diese im Jahr 1980, in dem McDermott von den Spielerkollegen zudem zu Englands Fußballer des Jahres gewählt wurde. Zudem war er im Kader Englands für die EM 1980 in Italien, wo er in zwei Gruppenspielen zum Einsatz kam.
Im Jahr 1981 gewann McDermott mit Liverpool nach einem Finalsieg gegen West Ham United erstmals den Ligapokal und war zudem in der Mannschaft, die im Endspiel des Europapokals der Landesmeister Real Madrid besiegte. Ein weiterer englischer Meistertitel folgte 1982, wobei seine Stellung in der Mannschaft an Bedeutung zu verlieren begann. Für die WM 1982 in Spanien wurde er dann auch nicht in den englischen Kader berufen und kehrte auch anschließend nicht mehr in die Nationalmannschaft zurück. Nach lediglich einer kurzen Einwechslung für Liverpool in der Saison 1982/83 verabschiedete sich McDermott dann von seinem langjährigen Verein.
McDermott kehrte zu Newcastle United zurück, wo er an der Seite seines ehemaligen Mannschaftskameraden Kevin Keegan agierte und mit den jungen Talenten Chris Waddle und Peter Beardsley in die First Division aufstieg. Er verließ daraufhin im Jahr 1984 den Klub, um sich dem irischen Verein Cork City für eine Spielzeit anzuschließen.
Als Keegan später Trainer in Newcastle wurde, berief er McDermott als Kotrainer in seinen Stab. Dort gelang ihnen die Rückkehr an die englische Spitze und sie verpassten 1996 hinter Manchester United nur knapp die Meisterschaft. Nachdem Keegan Newcastle dann verlassen hatte, diente McDermott eine weitere Saison unter Kenny Dalglish. McDermott verließ den Verein dann, als Dalglish später zurückgetreten war und sein Nachfolger Ruud Gullit seinen eigenen Kotrainer mitbrachte.
McDermott kehrte im Jahr 2005 nach Newcastle in derselben Funktion unter Graeme Souness zurück und behielt diese Tätigkeit auch nach dessen Entlassung unter dem späteren Interimstrainer Glenn Roeder.

## Erfolge
- Europapokalsieger der Landesmeister: 1976/77, 1977/78, 1980/81
- Englischer Meister: 1976/77, 1978/79, 1979/80, 1981/82
- Englischer Ligapokalsieger: 1980/81, 1981/82
- Community-Shield-Sieger: 1976, 1977*, 1979, 1980, 1982 *(geteilter Titel)